# Вітамінний салат

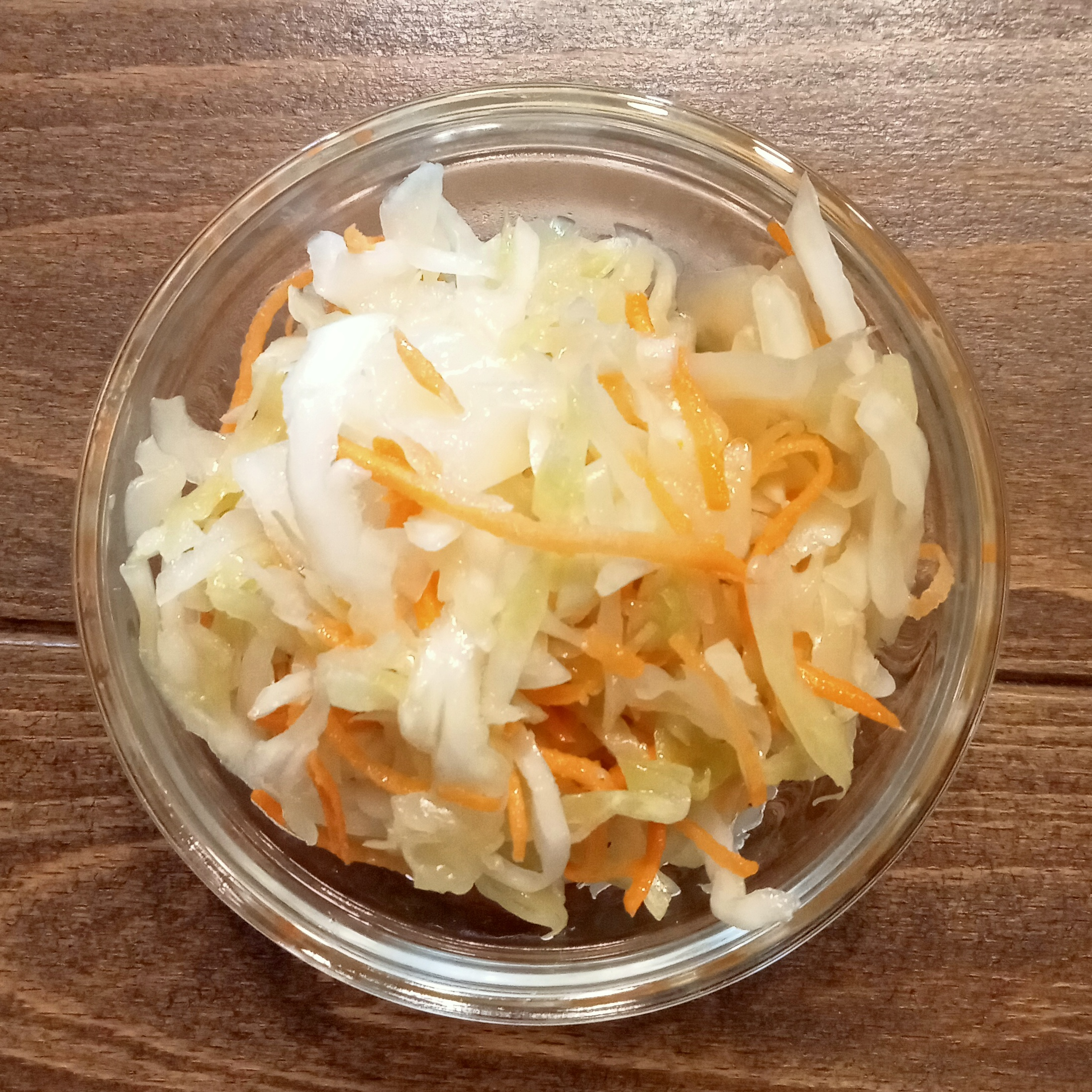
Один із варіантів салату

Вітамінний салат — холодна страва радянської кухні, салат із сирих овочів. 
Відмінною особливістю вітамінного салату є присутність серед інгредієнтів яблука та кореневої або салатної селери, лимонний сік у заправці, цукор або цукрова пудра поряд із сіллю як приправа і свіжі або консервовані фрукти в сервуванні.

## Особливості
Залежно від рецепту вітамінний салат готують з очищених від шкірки та нарізаних соломкою моркви, огірків, селери, яблука та нарізаних часточками помідорів, додають також солодкий перець та зелений горошок, редьку, петрушку тощо. Він може містити також перетерту із сіллю свіжу білокачанну капусту та зелену цибулю. Вітамінний салат зазвичай заправляють сметаною або олією, приправляють крім лимонного соку вином. Готовий салат викладають гіркою на листі зеленого салату, прикрашають нарізаними кружальцями помідорами, рубаною зеленню, свіжими або консервованими вишнею, сливою або абрикосами без кісточок. Вінцента Завадська, автор «Литовської куховарки», пропонувала готувати вітамінний салат із квашеної капусти та квашених огірків з винними яблуками, відвареною картоплею, тертою морквою та рубаною цибулею.
Рецепт легкого у приготуванні вітамінного салату з моркви, яблук та огірків зі сметаною публікувався в 1972 році в піонерському журналі «Костёр» поряд з рецептами омлету з горошком або грінок з сиром як ідея для проведення шкільного кулінарного змагання.